# Ненад Костић
Ненад Костић (Београд, 18. новембар 1952) српски је хемичар и академик. Члан је ван радног састава Српске академије наука и уметности од 30. октобра 2003.

## Биографија
Завршио је основне и мастер студије хемије на Природно-математичком факултету Универзитет у Београду и докторат на Универзитету у Висконсину 1982. године. Радио је као редовни професор хемије и биохемије на Универзитету Ајове.
Истражује бионеорганску хемију, кинетику и механизме оксидо-редукционих реакција између металопротеина. Члан је ван радног Одељења хемијских и биолошких наука Српске академије наука и уметности од 30. октобра 2003.
Истакао се у јавности учешћем на еколошким протестима изјашњавајући се против копања литијума. Том приликом обелодањене су информације да је Костић током своје професуре у САД отпуштен са Државног универзитета у Ајови због сексуалног напаствовања две студенткиње.

## Награде
- 2001: Награда Браћа Карић